# Museo nazionale di Cambogia
Il Museo nazionale di Cambogia (in khmer សារមន្ទីរជាតិ) di Phnom Penh è il principale museo cambogiano ed è dedicato all'archeologia e alle arti visive khmer.

## Sede e attività
Il museo si trova nel centro della capitale nel distretto di Doun Penh. L'edificio è situato sul lato occidentale della piazza Veal Preah Man, a nord del Palazzo reale e ad est dell'Università reale di belle arti, cui è legato da un lungo rapporto di collaborazione. L'ingresso dei visitatori si trova all'angolo tra le strade 13 e 178.
Ospita una delle più grandi collezioni mondiali di oggetti d'arte khmer. Si tratta di oltre 14.000 oggetti che comprendono sculture in pietra, ceramiche, bronzi e reperti etnografici, anche preistorici. La maggioranza però appartiene al periodo aureo dell'era angkoriana.

## Storia

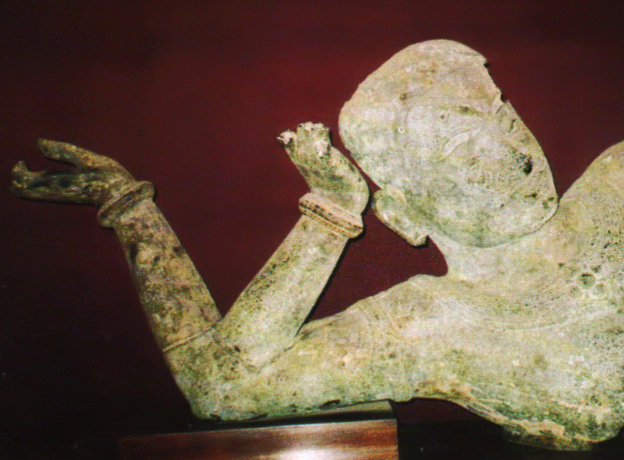
Statua in bronzo di Visnù reclinato, proveniente dal Mebon occidentale.

Inizialmente intitolato ad Albert Sarraut, il museo è oggi gestito dal Ministero cambogiano della cultura e delle belle arti.
Fu progettato da George Groslier, pittore e fotografo francese che, folgorato dall'arte e architettura khmer durante una visita ad Angkor negli anni dieci, divenne uno dei suoi massimi curatori e promotori nei decenni successivi. Lo stile della costruzione, progettata in collaborazione con l'École des arts cambodgiens è quello di un tempio buddista khmer, reinterpretato attraverso gli occhi di un occidentale e adattato all'uso museale. L'ingresso è ispirato a quello del tempio di Banteay Srei.
La pietra di fondazione fu posta il 15 agosto 1917 e il 13 aprile 1920, capodanno cambogiano, avvenne l'inaugurazione, alla presenza di re Sisowath e del "Residente superiore" François-Marius Baudoin, il museo venne nominato Musée Albert Sarraut in onore di Albert Sarraut che all'epoca era governatore dell'Indocina francese. Nel 1924 venne ampliato, con l'aggiunta delle ali laterali alla facciata est.
Il museo passò dall'amministrazione e controllo francesi a quelli cambogiani nell'agosto del 1951, venne rinominato. Fu oggetto di accordi bilaterali a seguito della raggiunta indipendenza, due anni dopo. Il primo direttore cambogiano fu Chea Thay Seng, nel 1966.
Durante il regime dei khmer rossi il museo fu abbandonato, come del resto l'intera città di Phnom Penh. Nel 1979 le condizioni in cui venne ritrovato erano pessime. Il soffitto era marcito e diventato la residenza di una colonia di pipistrelli. Molti oggetti erano stati danneggiati o rubati. Malgrado ciò fu riaperto al pubblico il 13 aprile 1979, tre mesi dopo la liberazione di Phnom Penh.
Nel periodo dell'abbandono i solai dell'edificio sono stati invasi dai pippistrelli che non sono mai stati del tutto debellati e che oltre a rappresentare un pericolo per le collezioni a causa del guano che percola dalle solette di legno hanno per anni costituito una importante fonte di reddito tramite la vendita del guano usato come fertilizzante.

## Collezioni
La collezione del museo può essere divisa nelle quattro tipologie di materiali dei manufatti: pietra, bronzo, legno e ceramica.
Tra le sculture in pietra khmer vi sono sia statue sia bassorilievi e altorilievi, le pietre usate erano lo scisto e l'arenaria di diversi colori, questo materiale era usato soprattutto per le sculture religiose.
Sono raffigurate sia le divinità della trinità brahmanica induista (Brahma, Visnù e Siva) sia le incarnazioni di Visnù tra cui Kṛṣṇa, Rāma, Balarāma e altre così come altre divinità come Harihara e figure secondarie come Garuḍa e vari uccelli mitologici. Per quanto riguarda le statue buddiste oltre alla figura di Buddha sono raffigurati episodi della sua vita.
Numerosi i bassorilievi provenienti da decorazioni architettoniche e da decori delle pareti dei templi.
In epoca khmer furono creati numerosi oggetti in bronzo per lo più raffiguranti divinità induiste e buddiste, il bronzo era usato per creare figure più piccole, più difficili da scolpire nella pietra. A seconda della composizione chimica i pezzi hanno colori diversi.
Con l'abbandono di Angkor nel 1431 prese piede il Buddismo Theravāda che esortava alla creazione di templi in legno ricchi di statue di Buddha, il museo ospita alcuni esempi di statue e oggetti in legno del periodo post-angkoriano.
Dei reperti in ceramica risalenti al neolitico rinvenuti nel sito di Samrong Sen solo pochi pezzi si trovano nel museo, gran parte dei ritrovamenti sono in musei francesi o altri musei europei. Per quanto riguarda le ceramiche khmer tre erano le tipologie di oggetti realizzati, manufatti per la decorazione degli edifici, vasi e statue per cerimonie religiose e recipienti di uso quotidiano, spesso gli oggetti avevano forme di animali, pesci, elefanti e altri.